# Winter Springs (Florida)
Winter Springs es una ciudad ubicada en el condado de Seminole en el estado estadounidense de Florida. En el Censo de 2010 tenía una población de 33.282 habitantes y una densidad poblacional de 868,5 personas por km².

## Geografía
Winter Springs se encuentra ubicada en las coordenadas 28°41′17″N 81°16′12″O / 28.68806, -81.27000. Según la Oficina del Censo de los Estados Unidos, Winter Springs tiene una superficie total de 38.32 km², de la cual 37.98 km² corresponden a tierra firme y (0.88%) 0.34 km² es agua.

## Demografía
Según el censo de 2010, había 33.282 personas residiendo en Winter Springs. La densidad de población era de 868,5 hab./km². De los 33.282 habitantes, Winter Springs estaba compuesto por el 86.58% blancos, el 5.5% eran afroamericanos, el 0.26% eran amerindios, el 2.59% eran asiáticos, el 0.06% eran isleños del Pacífico, el 2.65% eran de otras razas y el 2.36% pertenecían a dos o más razas. Del total de la población el 14.96% eran hispanos o latinos de cualquier raza.